# Primarias del Partido Republicano de 2012 en Rhode Island
Las Primarias del Partido Republicano de 2012 en Rhode Island se hicieron el 24 de abril de 2012. Las Primarias del Partido Republicano fueron una Primarias, con 19 delegados para elegir al candidato del partido Republicano para las elecciones presidenciales de Estados Unidos de 2012.  En el estado de Rhode Island estaban en disputa 19 delegados.

## Elecciones

### Resultados
| Primarias Republicanas de Rhode Island de 2012 | Primarias Republicanas de Rhode Island de 2012 | Primarias Republicanas de Rhode Island de 2012 | Primarias Republicanas de Rhode Island de 2012 |
| Candidato                                      | Votos                                          | Porcentaje                                     | Delegados                                      |
| ---------------------------------------------- | ---------------------------------------------- | ---------------------------------------------- | ---------------------------------------------- |
| Mitt Romney                                    | 9,157                                          | 63.2%                                          | 12                                             |
| Ron Paul                                       | 3,462                                          | 23.9%                                          | 4                                              |
| Newt Gingrich                                  | 878                                            | 6.1%                                           | 0                                              |
| Rick Santorum                                  | 823                                            | 5.7%                                           | 0                                              |
| Indecisos                                      | 131                                            | 0.9%                                           | 3                                              |
| Buddy Roemer                                   | 38                                             | 0.3%                                           | 0                                              |
| Candidato escrito                              | 37                                             | 0.3%                                           | 0                                              |
| Delegados no proyectados:                      | Delegados no proyectados:                      | Delegados no proyectados:                      | 0                                              |
| Total:                                         | 14,526                                         | 100%                                           | 19                                             |